# غار کبارا
غار کبارا (انگلیسی: Kebara Cave), (عبری: מערת כבארה‎، ت. «Mearat Kebbara», عربی: مغارة الکبارة‎، ت. «Mugharat al-Kabara») محلی است سنگ آهک غار در وادی کبارا. واقع در غرب دیواره (زمین‌شناسی) از کوه کرمل، در رامت هانادیو حفاظت از زیخرون یاکوف.